# 朱德禎
朱德禎（1480年—？），字必興，號南浦，福建福州府閩縣人，民籍，明朝政治人物。

## 生平
嘉靖四年（1525年）乙酉科福建鄉試第二十五名舉人。嘉靖八年（1529年）中式己丑科會試第二十八名，登第三甲第三十四名進士。历任广东海阳县知县、江西赣州府同知。曾官山東長清縣知縣。升戶部主事。

## 家族
曾祖朱鑛；祖父朱漢，曾任壽官；父朱璣，母陳氏。重庆下。